# Audoin
Audoin, Auduin, or Alduin was koning van de Longobarden van 539 tot 565.  
Onder het bewind van Audoin werden de Longobarden foederati van het Byzantijnse Rijk. Hij sloot met de Byzantijnse keizer Justianus I dit verdrag in ruil voor de heerschappij in  Pannonia en ten noorden van de Alpen. In 551 kreeg hij opdracht om troepen te zenden naar  Narses in Italië tegen de Ostrogoten. Audoin zond meer dan 5.000 man die in 552 meehielpen om de Goten te verslaan bij de Vesuvius. Hij stierf in 563 of 565 en werd opgevolgd door zijn zoon Alboin, de Langobardische koning die later Italië zou binnen vallen en veroveren.  
Audoin was getrouwd met Rodelindis, de dochter van Amalaberga en Hermanfrid, koning van de  Thüringers. Hij werd opgevolgd door koning Cleph.